# Regno franco
Il Regno franco o Regno dei Franchi (Regnum Francorum in latino) fu l'entità statale costituita dai Franchi tra il 420 (stanziamento dei Franchi Sali di Faramondo a ovest del Reno, secondo la tradizione riportata da Gregorio di Tours) e l'800 (trasformazione del regno nell'Impero carolingio con Carlo Magno) in un'ampia area dell'Europa occidentale, oggi compresa tra Francia, Belgio, Paesi Bassi, Lussemburgo e Germania, e in seguito ulteriormente espansa verso sud e verso est. Il regno era ripartito in due grandi regioni, Neustria e Austrasia, e fu governato da due dinastie: i Merovingi (420-751) e i Carolingi (751-800), anche se questi detenevano il potere reale già dalla fine del VII secolo, in qualità di maestri di palazzo.

## Storia
La fonte principale, il cronista gallo-romano Gregorio di Tours, la cui Storia dei Franchi copre il periodo fino al 594, cita fonti altrimenti perdute come Sulpicio Alessandro e Fredegario ed approfitta del contatto personale con molti dei capi franchi. Oltre alla Storia di Gregorio, esistono alcune fonti romane precedenti, come Ammiano Marcellino e Sidonio Apollinare.
Nel 342 la federazione dei Franchi fu protagonista di un'incursione in territorio gallico, condotta a partire dalla loro area d'insediamento presso il Reno. Furono respinti da Costante I. Un decennio più tardi, nel 355-358 Giuliano trovò ancora le rotte del Reno sotto il controllo dei Franchi ed ancora una volta li pacificò. Roma garantì ai Franchi una fetta considerevole della Gallia Belgica. Da questo momento in poi divennero foederati dell'Impero romano. La regione corrisponde all'incirca alle odierne Fiandre e ai Paesi Bassi a sud del Reno, e rimane ancora oggi una regione di lingua germanica (attualmente predomina l'olandese ed il fiammingo). I Franchi divennero, quindi, il primo popolo germanico a stabilirsi permanentemente all'interno del territorio romano, con il ruolo di foederati, incaricati di difendere la frontiera del Reno contro alani, suebi e vandali.
Da questo territorio i Franchi conquistarono gradualmente gran parte della Gallia Romana a nord della Valle della Loira e ad est dell'Aquitania visigota. Inizialmente contribuirono a difendere i confini in qualità di alleati; ad esempio, quando una grossa invasione, portata principalmente da tribù della Germania orientale, attraversò il Reno (406), i Franchi combatterono contro questi invasori e la loro spinta principale si dirottò, poi, a sud della Loira; nella regione di Parigi il controllo romano persistette fino al 486, ovvero un decennio dopo la caduta degli Imperatori di Ravenna, in parte proprio grazie all'alleanza con i Franchi.

### I Merovingi

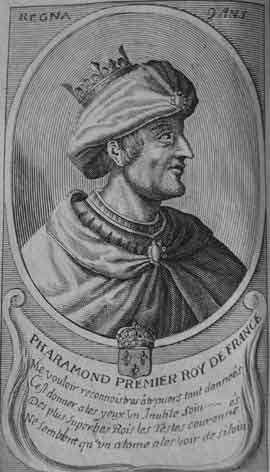
Faramondo

Il regno dei Franchi da Clodoveo a Carlo Magno.

I regni dei primi capi franchi, Faramondo (419 circa - 427 circa) e Clodione (427 circa - 447 circa), sono attribuiti più al mito che alla realtà e la loro relazione con la linea merovingia è incerta.
Gregorio menziona Clodione come il primo re che iniziò la conquista della Gallia prendendo Camaracum (l'odierna Cambrai) ed espandendo il confine fino alle Somme. Questo richiese del tempo; Sidonio ci dice che i Franchi furono sorpresi da Flavio Ezio, ministro e generale dell'imperatore Valentiniano III, e sospinti indietro (probabilmente attorno al 431). Questo periodo segna l'inizio di una situazione che sarebbe durata per molti secoli: i Franchi germanici divennero i governanti di un numero crescente di entità gallo-romane.
Probabilmente non tutte le tribù seguivano univocamente le decisioni generali, per cui nel 440 circa l'esercito imperiale si scontrò, vincendo, contro alcuni Franchi presso Vicus Helena (vicino all'odierna Arras), che ebbe come conseguenza la formazione di un'enclave franca attorno a Tournai, mentre altri piccoli regni si andavano creando attorno a Treviri.
Nel 451 Ezio chiamò a raccolta i suoi alleati germanici sul suolo romano per aiutarlo a respingere l'invasione degli Unni. I Franchi Saliì risposero alla chiamata, i Ripuari lottarono su entrambi i lati, in quanto alcuni di essi vivevano al di fuori dell'impero. A quel tempo Meroveo era re dei Franchi. Le fonti orali di Gregorio non sanno dire con certezza se Clodione fosse suo padre.
Clodoveo si imbarcò in una campagna per consolidare i vari regni franchi in Gallia e in Renania, che incluse la sconfitta di Siagrio nel 486. Questa vittoria pose termine al controllo romano sulla regione di Parigi.
Nella Battaglia di Vouillé (507), Clodoveo, con l'aiuto dei Burgundi, sconfisse i Visigoti del regno di Tolosa, espandendo il suo reame verso sudovest fino ai Pirenei. I Visigoti, scacciati, si trapiantarono in Spagna fondandovi il regno di Toledo.
La conversione di Clodoveo al Cristianesimo, dopo il suo matrimonio con la principessa cristiana burgunda Clotilde nel 493 può aver aiutato a mettere in luce la sua posizione agli occhi del Papa e degli altri governanti cristiani. Essendo in grado di pregare assieme ai loro vicini cristiani, gli ex-Ariani Franchi - che erano in numero relativamente ristretto (circa duecentomila) a confronto dei romani e dei celti romanizzati che abitavano la Gallia - trovarono una più facile accettazione da parte della popolazione locale, di quanto non fosse riuscito a Visigoti, Vandali e Burgundi. La loro conversione al cattolicesimo favorì anche i rapporti con il clero locale, che fornì aiuto all'amministrazione regia. I Merovingi riuscirono, quindi, a costruire quello che si rivelò in seguito uno dei regni più stabili e di successo dell'Occidente.
La stabilità, comunque, non fu una caratteristica quotidiana dell'era merovingia. Mentre esisteva una certa quantità di violenza casuale nella tarda epoca romana, l'introduzione della pratica germanica della faida di sangue, per ottenere giustizia personale, portò alla percezione di un'aumentata illegalità. I commerci si interruppero e la vita civica divenne sempre più difficoltosa, il che portò ad una società sempre più frammentata e localizzata, basata su villaggi autosufficienti. L'alfabetizzazione, al di fuori di chiese e monasteri, in pratica scomparve.
I merovingi, di lingua e cultura germaniche, aderirono alla pratica di dividere le proprie terre tra i propri figli, e le frequenti divisioni, riunificazioni e ri-divisioni del territorio risultavano spesso in assassinii e guerre tra le famiglie principali. Così, alla morte di Clodoveo, nel 511, il suo reame venne diviso tra i quattro figli, e nei due secoli seguenti il regno venne diviso tra i suoi discendenti.
L'area dei Franchi si espanse ulteriormente sotto il figlio di Clodoveo, arrivando a coprire la gran parte della Francia odierna, ma comprendendo anche le zone ad est del fiume Reno, come l'Alemannia (l'attuale Germania sudoccidentale) e la Turingia (dal 531). La Sassonia venne invece conquistata da Carlo Magno solo secoli dopo.
Dopo una temporanea riunificazione dei regni separati, sotto Clotario I, le terre dei Franchi vennero nuovamente divise nel 561 in Neustria (a occidente), Austrasia (a oriente), Borgogna (centrata sulla valle della Saona) ed Aquitania (a sud-ovest). Il sistema della partizioni territoriali governate da sovrani diversi, conosciute nel moderno linguaggio storiografico con il termine Teilreiche o "frazioni di regno", divenne la regola per tutta l'età merovingia, con l'eccezione di occasionali momenti di riunificazione sotto un unico monarca, quale, ad esempio, quello verificatosi tra il 613 e il 639 con Clotario II e, successivamente con suo figlio Dagoberto I.

### I Carolingi

Espansione cronologica del regno franco e, dall'Ottocento, dell'impero carolingio e sua suddivisione secondo il trattato di Verdun dell'843

Tra il V ed il VI secolo, l'aristocrazia divenne sempre più potente. Fra il VII e l'VIII secolo, gli ultimi re merovingi (detti "re fannulloni") avevano ormai perduto ogni potere e, in realtà, il Paese era governato dai potenti maestri di palazzo (Maggiordomi) che avevano il comando dell'esercito e, di fatto, di tutti i territori dipendenti.
Nel 687, Pipino di Herstal, Maggiordomo di palazzo d'Austrasia, riunificò le regioni franche, anche se la corona restò, ufficialmente, ai re merovingi. Nel 732 Carlo Martello, figlio di Pipino di Hérstal, fermò la cavalcata arabo-berbera a Poitiers nel 732 ed accrebbe il potere ed il prestigio della propria famiglia. Per creare una cavalleria in grado di affrontare gli Arabi, Carlo Martello confiscò i beni della Chiesa e li diede in beneficio ai suoi uomini più fidati, che si impegnarono a combattere per lui.
Il figlio di Carlo Martello, Pipino il Breve, si riconciliò con il Papa, in seguito alla promessa di aiuto contro i Longobardi, che non piacevano al pontefice per le loro ambizioni di dominio su tutta l'Italia, e ottenne da lui il riconoscimento a re dei Franchi, avviando un'alleanza con la Chiesa di Roma che si vide riconosciuta la falsa Donazione di Costantino, legittimando così il proprio potere temporale.
Pipino era succeduto al proprio padre, Carlo Martello, come Maggiordomo di Palazzo di un regno franco riunito e riedificato, che comprendeva le parti prima indipendenti.
Pipino fu un re eletto. Anche se ciò accadeva non di frequente, una regola generale della legge germanica era che il re si affidava al sostegno dei capi. Questi si riservavano il diritto di scegliere un nuovo capo se sentivano che quello vecchio non era in grado di condurli in battaglie in grado di generare vantaggi. Mentre nella Francia più tarda, il regno divenne ereditario, i re del tardo Sacro Romano Impero non furono in grado di abolire questa tradizione e continuarono ad essere eletti fino alla fine formale dell'Impero, nel 1806.
Pipino consolidò la sua posizione nel 754 alleandosi con il Papa Stefano II contro i Longobardi; questo sostegno papale fu cruciale nel mettere a tacere le obiezioni alla sua nuova posizione. Pipino donò le aree riconquistate attorno a Roma al Papa, gettando le fondamenta degli Stati Papali, dei quali solo la Città del Vaticano rimane oggi, e in cambio ricevette il titolo di patricius Romanorum, patrizio (e protettore) dei Romani.
Alla sua morte nel 768, il Regno venne di nuovo diviso tra i suoi figli, Carlo e Carlomanno. Carlomanno morì nel 771, lasciando il governo a suo fratello Carlo, che sarebbe stato in seguito chiamato Carlo Magno e divenne una figura quasi mitica nella successiva storia di Francia e Germania. Carlo conquistò e sconfisse i Sassoni per incorporare il loro reame nel Regno dei Franchi. Questa campagna diffuse la pratica dei governanti cristiani non-romani, di pretendere la conversione dei loro vicini con la forza delle armi; i missionari cristiani franchi, assieme ad altri dall'Irlanda e dall'Inghilterra anglo-sassone, erano entrati nelle terre sassoni fin dalla metà dell'VIII secolo, provocando un crescente conflitto con i Sassoni, che resistevano agli sforzi dei missionari e alle parallele incursioni militari. Il principale avversario di Carlo tra i Sassoni, Vitichindo, venne battezzato nel 785, come parte degli accordi di pace, ma altri capi sassoni continuarono a combattere. Con la sua vittoria del 787 a Verden, Carlo ordinò l'uccisione di migliaia di prigionieri sassoni pagani. Dopo molte altre sollevazioni, i Sassoni furono sconfitti definitivamente nell'804. Questo espanse il Regno dei Franchi a est verso il fiume Elba, qualcosa che l'Impero Romano aveva tentato una sola volta, fallendo, nella battaglia della foresta di Teutoburgo (9 d. C.). Allo scopo di cristianizzare più efficacemente i Sassoni, Carlo fondò diversi vescovadi, tra Brema, Münster, Paderborn, e Osnabrück.
Allo stesso tempo (773-774), Carlo sconfisse i Longobardi, assumendo il titolo di Rex Langobardorum ed includendo l'Italia del nord nella sua sfera d'influenza. Egli rinnovò la donazione al Papa promettendogli la protezione da parte dei Franchi. I baschi si ribellano e ci fu la disfatta di Roncisvalle del 778.
Nel 788, Tassilo, dux di Baviera si ribellò contro Carlo. La ribellione venne repressa e la Baviera fu incorporata nel regno di Carlo. Questo, non solo fece bene al fisco del regno, ma ridusse drasticamente il potere e l'influenza degli Agilolfingi (la famiglia di Tassilo), un'altra delle famiglie principali tra i Franchi e i rivali potenziali. Fino al 796, Carlo continuò a espandere il suo regno ancor più a sudest, nell'Austria odierna e in parti della Croazia.
Carlo creò, quindi, un reame che si estendeva dai Pirenei a sud ovest (includendo l'area della Spagna settentrionale dopo il 795), sopra quasi tutta la Francia odierna (eccetto la Bretagna, che non venne mai conquistata dai Franchi) e ad est su gran parte della Germania, il Nord Italia e l'Austria.
Nella notte tra il 23 e il 24 dicembre 800, Carlo fu incoronato Imperatore da Papa Leone III a Roma, in una cerimonia che riconosceva formalmente l'Impero carolingio come il successore dell'Impero romano d'Occidente. L'incoronazione diede all'Impero l'appoggio della Chiesa e la legittimità permanente del primato carolingio sui Franchi. La posizione di Carlo Magno come Imperatore venne in seguito riconosciuta (812) dall'imperatore bizantino dell'epoca, Michele I.

### Fonti primarie
- Fredegario, Pseudo-Fredegarii scholastici Chronicarum libri IV cum continuationibus in Monumenta Germaniae Historica SS rer. Mer. II, Hannover 1888
- Gregorio di Tours, Gregorii episcopi Turonensis Libri historiarum X (Historia Francorum) in Monumenta Germaniae Historica SS rer. Mer. I 1, Hannover 1951
- Mario di Avenches, Chronica a. CCCCLV-DLXXXI. ed. Theodor Mommsen in Monumenta Germaniae Historica AA, XI, Berlino 1894
- Paolo Diacono, Historia Langobardorum (Storia dei Longobardi, Lorenzo Valla/Mondadori, Milano 1992)